# Monty Westmore

Estrella en honor a la familia Westmore en el paseo de la fama, en Hollywood.

Montague George "Monty" Westmore (12 de junio de 1923 - 13 de noviembre de 2007) era parte de la tercera generación de la familia Westmore de artistas del maquillaje en cine y televisión que trabajó en 75 películas y series televisivas desde 1950. Era hermano del maquillador Michael Westmore y tío de la actriz Mckenzie Westmore.
Westmore pasó siete temporadas como maquillador en la serie The Adventures of Ozzie and Harriet. Fue el maquillador personal de la estrella de Hollywood Joan Crawford en las películas What Ever Happened to Baby Jane? y Strait-Jacket, y fue incluido en el testamento de Crawford a su muerte en 1977. Westmore fue el maquillador personal de Paul Newman en diecisiete de las películas del actor a lo largo de casi tres décadas. 
Westmore compartió la nominación al Mejor Maquillaje en los Premios Óscar de 1991 por su trabajo como supervisor asistente de maquillaje en la producción de Steven Spielberg Hook. También recibió una nominación al Premio Emmy en 1983 por la miniserie de ABC Who Will Love My Children? protagonizada por Ann-Margret, y otra vez en 1996 por la película de HBO The Late Shift.
Westmore murió en Woodland Hills, California en 2007 de cáncer de próstata.

## Filmografía parcial
- Las Aventuras de Ozzie y Harriet - 1958-66
- What Ever Happened to Baby Jane? - 1962
- The Towering Inferno - 1974
- 3 Women - 1977
- The Verdict - 1982
- Airplane II: The Sequel - 1982
- Who Will Love My Children? - 1983
- National Lampoon's European Vacation - 1985
- Cuenta conmigo - 1986
- El color del dinero - 1986
- Alien Nation - 1988
- Fat Man and Litle Boy - 1989
- Hook - 1991 (candidato al Premio de la Academia al Mejor Maquillaje)
- Chaplin - 1992
- Jurassic Park - 1993
- The Hudsucker Proxy - 1994
- The Shawshank Redemption - 1994
- Nobody's Fool - 1994
- Seven - 1995
- The Late Shift - 1996 (candidato al Premio Emmy al Logro Excepcional en Maquillaje por una Miniserie o un Especial)
- Star Trek: First Contact - 1996
- Star Trek: Insurrection - 1998
- El Grinch - 2000

## Premios y distinciones
Premios Óscar
| Año  | Categoría        | Película | Resultado |
| ---- | ---------------- | -------- | --------- |
| 1992 | Mejor maquillaje | Hook     | Nominado  |